# Máfia gay
Máfia gay, lobby gay ou máfia rosa são termos usados para referir-se a influência desproporcional dos grupos de pressão ou lobby favorável aos direitos dos homossexuais e da comunidade LGBT; geralmente tem sido associado a grupos de alta influência colocados em posições proeminentes nos setores da moda, do mundo do entretenimento, e também na política, no âmbito informativo e até na vida cotidiana. Também é usado para descrever uma "conspiração" de gays, lésbicas, bissexuais e transsexuais com o propósito de derrubar a ordem moral tradicional (a chamada "agenda gay").

## Origem do termo
Um dos primeiros usos registrados do termo ocorreu quando o crítico inglês Kenneth Tynan propôs um artigo ao editor da Playboy  A.C. Spectorsky no final de 1965 sobre a "máfia homossexual" nas artes. Spectorsky declinou, embora admitiu que "os cães da cultura estavam prestando homenagem à homossexualidade como nunca fizeram antes". A Playboy lançaria uma coluna sobre temas homossexuais em abril de 1971.
O termo «velvet mafia» (máfia de veludo) foi usado pela primeira vez em um artigo na coluna "Top of the Pop" na seção de entretenimento dominical do New York Daily News na década de 1970 pelo jornalista Steven Gaines para descrever os executivos da Robert Stigwood Organisation, um companhia cinematográfica e musical britânica. O termo seria usado mais tarde pelo mesmo escritor em um roman à clef sobre a discoteca Studio 54 chamada The Club em referência à influente multidão gay que se tornou habitual no clube. Esta "máfia" incluiu Calvin Klein, Truman Capote, Halston e Andy Warhol. O termo era usado com humoristicamente como um tongue-in-cheek para descrever uma poderosa camarilha social, ao invés de uma organização secreta real que dominava a indústria ou a política.
"Máfia gay" foi amplamente utilizado na mídia nas décadas de 1980 e 1990 e pode ser visto nas páginas do New York Post. O termo também foi usado pelo jornal britânico The Sun em 1998, em resposta ao que afirmou ser uma super-representação de pessoas gays no Gabinete do Partido Trabalhista.
Já o termo Lavender Mafia também foi usado para se referir a uma rede informal de executivos gays na indústria do entretenimento.

## Igreja Católica
O conceito também tem sido usado para se referir a uma suposta facção dentro da liderança e do clero da Igreja Católica Romana que supostamente defende a aceitação da homossexualidade dentro da Igreja e da sua cultura.  Em 2013, o Papa Francisco afirmou que havia um "lobby gay" no Vaticano em declarações durante uma reunião privada com alguns religiosos católicos da América Latina e ele teria prometido ver o que poderia ser feito para resolver o problema.  Em julho de 2013, o papa respondeu diretamente às questões dos jornalistas estabelecendo uma distinção entre o problema do lobby e a orientação sexual das pessoas: "Se uma pessoa é gay e procura Deus e tem boa vontade, quem sou eu para julgar?" "O problema", prosseguiu ele, "não é ter essa orientação. Devemos ser irmãos. O problema é o lobby por esta orientação, ou lobbies de pessoas gananciosas, lobbies políticos, lobbies maçônicos, tantos lobbies. Este é o pior problema."